# Ivo Pertile
Ivo Pertile (* 12. August 1971 in Predazzo) ist ein ehemaliger italienischer Skispringer.

## Werdegang
Der Sohn des ehemaligen Skispringers Sandro Pertile und Bruder von Sandro Pertile gab am 30. Dezember 1986 im Rahmen der Vierschanzentournee 1986/87 in Oberstdorf sein Debüt im Skisprung-Weltcup. Nachdem er aber bei der Tournee nur auf hinteren Plätzen landete, sprang er anschließend drei weitere Jahre bei kleineren Veranstaltungen und nur zeitweise im Weltcup. Ab 1990 nahm er dort wieder regelmäßig teil. Am 16. Februar 1990 konnte Pertile auf seiner Heimschanze in Predazzo mit Platz vier erstmals unter die besten zehn springen und seine ersten Weltcup-Punkte gewinnen. Es war zudem die höchste Einzelplatzierung im Weltcup. Auch im finnischen Lahti zwei Wochen später gewann er mit Platz 12 erneut Weltcup-Punkte. Beim Teamspringen einen Tag später, das nicht zum offiziellen Weltcup-Kalender gehörte, wurde er mit der Mannschaft Zweiter und stand so erstmals auf dem Podium. Kurz darauf gewann er bei der italienischen Meisterschaft die Silbermedaille. Diesen Erfolg wiederholte er ein Jahr später, bevor er bei der Nordischen Skiweltmeisterschaft 1991 im Val di Fiemme auf Platz 23 von der Normalschanze und Platz 43 von der Großschanze sprang. Kurz darauf gewann Pertile am 24. Februar 1991 das Europacupspringen in Gallio. Im Weltcup blieb er für lange Zeit ohne Punktegewinn. Trotz dessen gehörte er zum Aufgebot der Italiener für die Olympischen Winterspiele 1992 in Albertville. Dort sprang er von der Normalschanze auf den 52. und von der Großschanze auf den 38. Platz. Im Teamspringen erreichte er gemeinsam mit Roberto Cecon und Ivan Lunardi den 13. Platz. Kurz nach den Spielen konnte er bei der Italienischen Meisterschaft die Bronzemedaille hinter Ivan Lunardi und Carlo Pinzani gewinnen. Bei der Skiflug-Weltmeisterschaft 1992 in Harrachov flog Pertile auf den 22. Platz. Bei der Nordischen Skiweltmeisterschaft 1993 im schwedischen Falun erreichte er von der Normalschanze den 46. und von der Großschanze den 22. Platz. Auch bei den Olympischen Winterspielen 1994 in Lillehammer gehörte er zum Aufgebot und sprang von der Normalschanze auf den 31. und von der Großschanze auf den 32. Platz. Im Teamspringen wurde er gemeinsam mit Roberto Cecon, Ivan Lunardi und Andrea Cecon am Ende Achter. Bei den Italienischen Meisterschaften 1994 gewann er kurz darauf erneut Bronze. Die Skiflug-Weltmeisterschaft 1994 im slowenischen Planica beendete Pertile auf dem 17. Platz. Eine Woche später gelang ihm in Thunder Bay mit dem 14. Platz erstmals wieder der Gewinn von zwei Weltcup-Punkten. Da zur Saison 1994/95 das neue Weltcup-Punktesystem etabliert wurde, konnte Pertile mehrfach in dieser Saison innerhalb der Punkteränge landen. Außerdem erreichte er Rang vier bei der Winter-Universiade 1995. Weitere Erfolge blieben jedoch aus, so dass Pertile zunehmend im Skisprung-Continental-Cup eingesetzt wurde. Nachdem er auch dort erfolglos geblieben war, beendete er 1997 seine aktive Skisprungkarriere.
Nach dem Ende seiner aktiven Skisprungkarriere wurde Pertile Technischer Direktor des italienischen Wintersportverbandes (FISI). Seit der Saison 2007/08 ist er dort Wettkampfdirektor für Skispringen und Nordische Kombination.